# Stefan Kutschke
Stefan Kutschke (Dresda, 3 novembre 1988) è un calciatore tedesco, attaccante della Dinamo Dresda.

## Carriera
Ha esordito in Bundesliga nella stagione 2013-2014 con il Wolfsburg.

## Palmarès

### Club

#### Competizioni nazionali
- Fußball-Regionalliga: 1

Babelsberg: 2009-2010 (girone Nord)
- 3. Liga: 1

Dinamo Dresda: 2015-2016